# Āmina bint Wahb

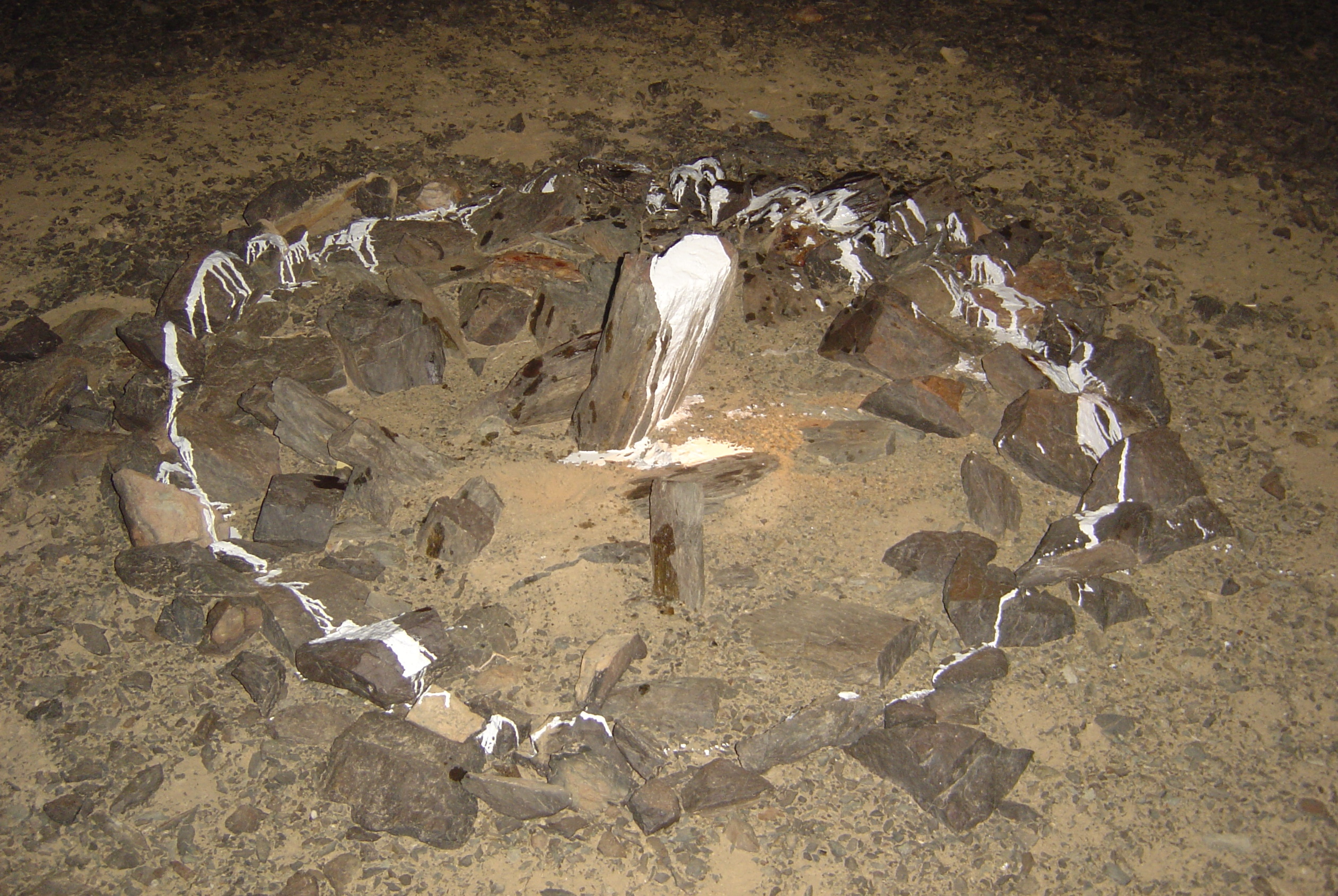
Das angebliche Grab von Āmina bint Wahb. 1998 zerstört.

Āmina bint Wahb (arabisch آمنة بنت وهب, DMG Āmina bint Wahb; gest. um 577) war die Mutter von Mohammed, dem Propheten des Islam. Auf Arabisch wird sie meistens als Umm an-Nabīy („Mutter des Propheten“) bezeichnet.

## Leben
Āmina war die Tochter von Wahb ibn ʿAbd Manāf. Sie heiratete ʿAbdallāh ibn ʿAbd al-Muttalib; aus ihrer Ehe ging Mohammed hervor. Sie starb gegen 577, als Mohammed sechs Jahre alt war. Yāqūt ar-Rūmī gibt in seinem Geographischen Wörterbuch drei Orte an, an denen man das Grab von Āmina vermutete. Gemäß Muhammad ibn Saʿd war ihr Grab in al-Abwā' auf der Strecke zwischen Mekka und Medina.

## Mohammeds Besuch am Grab seiner Mutter
In den ältesten Hadith-Sammlungen, wie bei ʿAbd ar-Razzāq as-Sanʿānī, wird mehrfach über den Besuch Mohammeds am Grab seiner Mutter berichtet. Dieser soll auf der Rückkehr von seiner Abschiedswallfahrt stattgefunden haben. Im Beisein einiger seiner Gefährten soll er, so die Überlieferungen, Gott um Vergebung für Āmina gebeten haben. Seine Fürbitte sei aber nicht erhört worden.
Mohammeds Fürbitte war gemäß der Koranexegese der Offenbarungsanlass für den folgenden Koranvers:

„Der Prophet und diejenigen, die glauben, dürfen (Gott) nicht für die Heiden um Vergebung bitten – auch (nicht) wenn es Verwandte (von ihnen) sein sollten –, nachdem ihnen (endgültig) klar geworden ist, daß sie (wegen ihres hartnäckigen Unglaubens) Insassen des Höllenbrandes sein werden.“

Aus der Überlieferung zu diesem Vers wurde abgeleitet, dass die Mutter des Propheten Heidin blieb und deswegen der Hölle verfallen sei. Allerdings wurde diese Frage sehr heftig in der Debatte über das Propheteneltern-Problem diskutiert.
Es ist anzumerken, dass in einigen alten Überlieferungen, wie bei Muhammad ibn Saʿd, die Entstehung der obigen Koranverse mit dem Tod von Abū Tālib ibn ʿAbd al-Muttalib in Zusammenhang gebracht wird. In einigen Überlieferungsvarianten findet sich die Fortsetzung:

„Und wenn (seinerzeit) Abraham für seinen (heidnischen) Vater um Vergebung gebeten hat, so (hat er das) nur (getan) auf Grund eines Versprechens, das er ihm (vorher) gegeben hatte.“

## Legenden über Āminas Schwangerschaft und Niederkunft
Ibn Ishāq berichtet nach nicht näher genannten Quellen – „wie die Leute darüber erzählen, aber Gott weiß es am besten…“,  dass eine Stimme der schwangeren Āmina die Geburt des „Herrn dieser Gemeinschaft“ vorausgesagt habe, dem sie den Namen Muhammad geben soll. Einer weiteren Legende zufolge, die Muhammad ibn Saʿd nach seinem Lehrer al-Wāqidī referiert, soll eine Stimme Āmina befohlen haben, ihren Sohn Ahmad zu nennen.
Einer weiteren Legende zufolge, die Ibn Ishāq anführt, sah Āmina in der Schwangerschaft, wie ein Licht von ihr ausging, in dem sie die „Schlösser von Bosra“ erblickte. Nach Auffassung von Elizabeth Sirriyeh, die die islamischen Traumtraditionen analysiert hat, repliziert diese Legende ältere Mythen über die Ankündigung der Geburt eines Gottes oder großen Mannes. Sirriyeh stellt die Legende in Beziehung zu den bildlichen Darstellungen von der Himmelsgöttin Nut, die den Sonnengott Re gebiert, sowie zu der Erzählung bei Sueton über den Traum von Gaius Octavius, dem Vater des Kaisers Augustus, während der Schwangerschaft seiner Frau Atia. Nach Sueton sah Octavius im Traum, wie aus Atias Schoß das strahlende Licht der Sonne hervorkam.
Die schiitische Literatur lässt Āmina vor allem über Wunder in Verbindung mit der Niederkunft Mohammeds berichten.

## Bint Asch-Schāti's Āmina-Roman
Die ägyptische Autorin und muslimische Wissenschaftlerin ʿĀʾischa ʿAbd ar-Rahmān (1913–1998), bekannt unter ihrem Pseudonym Bint asch-Schāti' (das Mädchen (von) der Küste) hat das Leben der Prophetenmutter in einem volkstümlichen Roman „Umm an-Nabīy ʿalaihi as-salām“, Die Mutter des Propheten, Friede sei mit ihm in der Reihe von Schriften über die Frauen des Propheten Mohammed, beschrieben.